# اسپریلا (بازیکن فوتبال، زاده ۱۹۸۱)
اسپریلا (انگلیسی: Asprilla؛ زادهٔ ۴ مهٔ ۱۹۸۱) بازیکن فوتبال اهل برزیل است.
از باشگاه‌هایی که در آن بازی کرده‌است می‌توان به باشگاه فوتبال گرمیو، باشگاه فوتبال بوتافوگو، باشگاه فوتبال فیگیرنسه، و باشگاه فوتبال آنکارا اسپور اشاره کرد.